# Balendukht
Balendukht (in georgiano: ბალენდუხტი; ... – V secolo) è stata una principessa sasanide, figlia dello Shahanshah (Re dei Re) Ormisda III.
In giovinezza sposò Vakhtang I Gorgasali, re d'Iberia, da cui ebbe Dachi, successore del padre. Successivamente la regina morì di parto dando alla luce una figlia femmina; l'etimologia del nome è sconosciuta, ma potrebbe derivare da una corruzione di Šāhēnduxt.